# Запис липа код дома (Дражмировац)
Запис липа код дома (Дражмировац) се налази на парцели чији је власник Месна заједница Дражмировац.

## Локација
| Општина             | Јагодина                                                                    |
| Катастарска општина | Дражмировац                                                                 |
| Потес               | Цигански поток                                                              |
| Координате          | 44° 03′ 24″ С; 21° 20′ 58″ И / 44.056699999999999° С; 21.349399999999999° И |
| Надморска висина    | 176m                                                                        |

## Карактеристике
Дендрометријске вредности утврђене на терену и сателитским снимцима:
| Стабло                     | Липа |
| Висина стабла              | m    |
| Обим дебла                 | m    |
| Пречник крошње             | 5m   |
| Пречник дебла              | m    |
| Висина дебла до прве гране | m    |

## База записа
Запис је у оквиру Викимедија пројекта "Запис - Свето дрво" заведен под редним бројем 0635.